# Jez Předměřice
Jez Předměřice je vodní stavba na Labi, která je ve správě státního podniku Povodí Labe. Nachází se na říčním kilometru 274,315 měřeno od státní hranice s Německem, resp. na říčním kilometru 164,4 podle kilometráže s nulou u Mělníka, na východním okraji obce Předměřice nad Labem, po kterém je pojmenována. Předchozí vodní dílo na Labi je jez Smiřice na východním okraji stejnojmenné obce, následující vodní dílo je jez Hučák, který se nachází v centru Hradce Králové.
Udržováním vzduté hladiny v jezové zdrži na kótě 236,97 m n. m. plní vodní dílo následující funkce:
- umožňuje odběry povrchové vody pro průmyslové a zemědělské využití,
- odtok vody z jezové zdrže slouží k výrobě elektrické energie v malé vodní elektrárně, která je součástí objektu,
- průběžné vypouštění 800 l/s do Velkého labského náhonu.[1]

## Historie a jednotlivé části jezu
Původní jez v Předměřicích byl vybudován již v letech 1914–1917 firmou ing. Karel Hrzán z Prahy. Součástí původního jezu ještě nebyla vodní elektrárna, ta byla postavena až v roce 1923. Pro nevhodné založení stavby však již v roce 1932 došlo ke zřícení vodního díla. Při havárii byla zničena nejen samotná vodní elektrárna včetně všech provozních a obytných části, ale také koryto krátkého přivaděče a odpadu vodní elektrárny, dále krajní pilíř pravého jezového pole a část silničního mostu. Kromě toho vznikly poruchy na stavební a strojní konstrukci pravého jezového pole.
Již v roce 1933 byl v místě havarované části vodního díla vybudován nový (prozatímní) hradlový jez. V roce 1938 Ředitelství pro stavbu vodních cest v Praze dokončilo projekt na úpravy Labe mezi Hradcem Králové a Předměřicemi, jehož součástí byl i nový jez, který je umístěn o 45 metrů níže po toku, což umožnilo bezpečné založení stavby v tvrdých slínovcích.
Schválený projekt začala realizovat firma Kindl z Prahy, v průběhu 2. světové války však byla tato stavba (jako mnoho dalších) postupně omezována a v roce 1943 zcela zastavena. Poté se pokračovalo až od roku 1947 a nový jez a vodní elektrárna byly dokončeny teprve v roce 1952. V roce 1961 pak byla provedena výstavba ochranné hráze, která zajistila zvýšenou ochranu pravobřežního území nad jezem před povodněmi. Současně byl upraven i vtok do Velkého labského náhonu.

### Jez
Současný pohyblivý jez je tvořen dvěma poli, každé o světlosti 11,0 metrů, která jsou hrazená zdvižnými tabulemi typu Stoney s nasazenou úhlovou klapkou. Celková hradicí výška jezu je 4,08 metrů, přičemž tabule hradí 3,30 metru a klapka 0,78 metru. Celkový objem jezové zdrže je 580 tisíc krychlovým metrů. Nominální vzdutá hladina je 236,97 m n. m. s povolenou tolerancí kolísání hladiny ±10 cm.

### Malá vodní elektrárna
Malá vodní elektrárna (MVE) je umístěna u pravého břehu. Vtok do vodní elektrárny je opatřen hrubými a jemnými česlemi a tabulovým uzávěrem. V této elektrárně je instalována jedna Kaplanova turbína o maximální hltnosti 34 m3/s a instalovaném výkonu 1940 kW. Tato MVE se tak svým výkonem řadí do podkategorie průmyslové MVE (nad 1 MW), podle režimu nakládání s vodou jde o MVE průtokovou, podle spádu jde o MVE nízkotlakou. Část technologie pro přenos VN (1× TR 3150 kVA, 35/6,3 kV) byla dodána společností Power-Energo, s.r.o.

## Most na koruně jezu
Součástí jezu Předměřice je také most, vedoucí po koruně jezu (ulice Průmyslová). Délka mostu je přibližně 100 metrů a umožňuje propojení Předměřic na Labem s obcemi na východním (levém) břehu Labe, především však zajišťuje dobrou dopravní dostupnost k letišti Hradec Králové (ulicemi Průmyslová a Jana Černého) ve směru od silnice I/33.
Rozdělení vlastnictví a správy vodního díla: Povodí Labe patří jez, opevnění v nadjezí a podjezí a levý břeh v podjezí. Společnosti Hydročez a.s. patří vodní elektrárna včetně vtokového a výtokového objektu a části opevnění pravého břehu v podjezí. SÚS Hradec Králové patří most.

## Fotogalerie

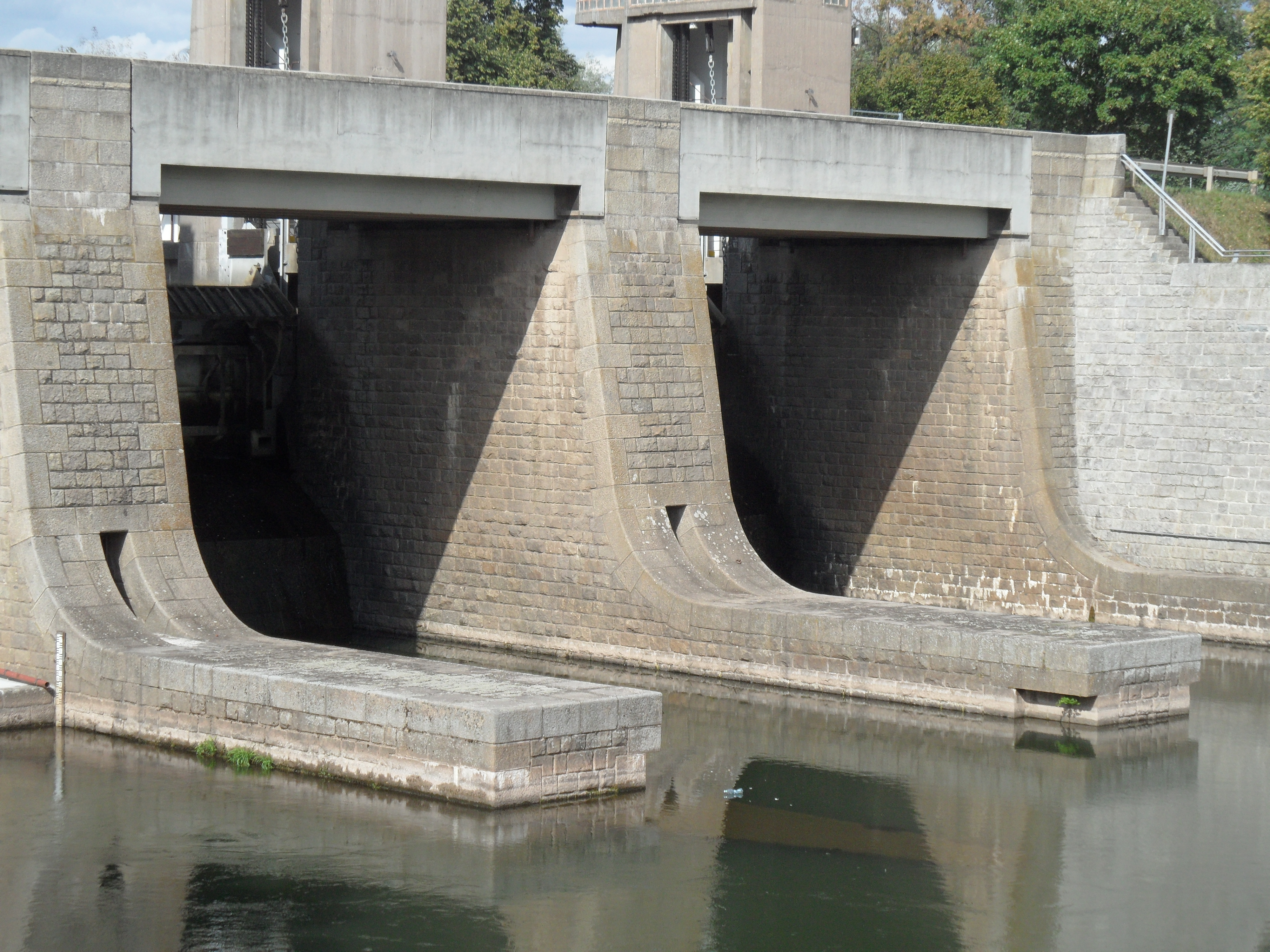
Detail jezových polí
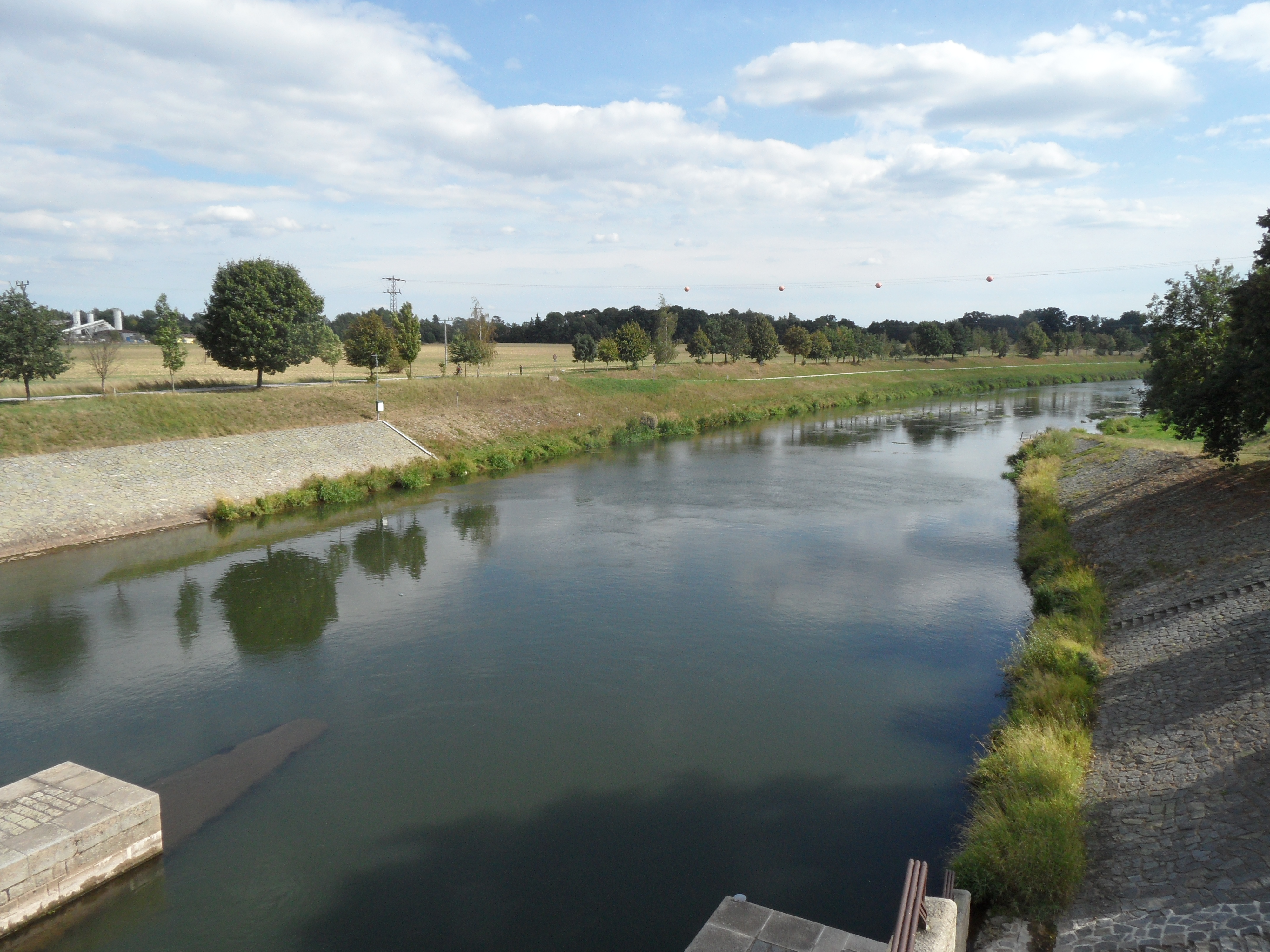
Labe těsně pod jezem
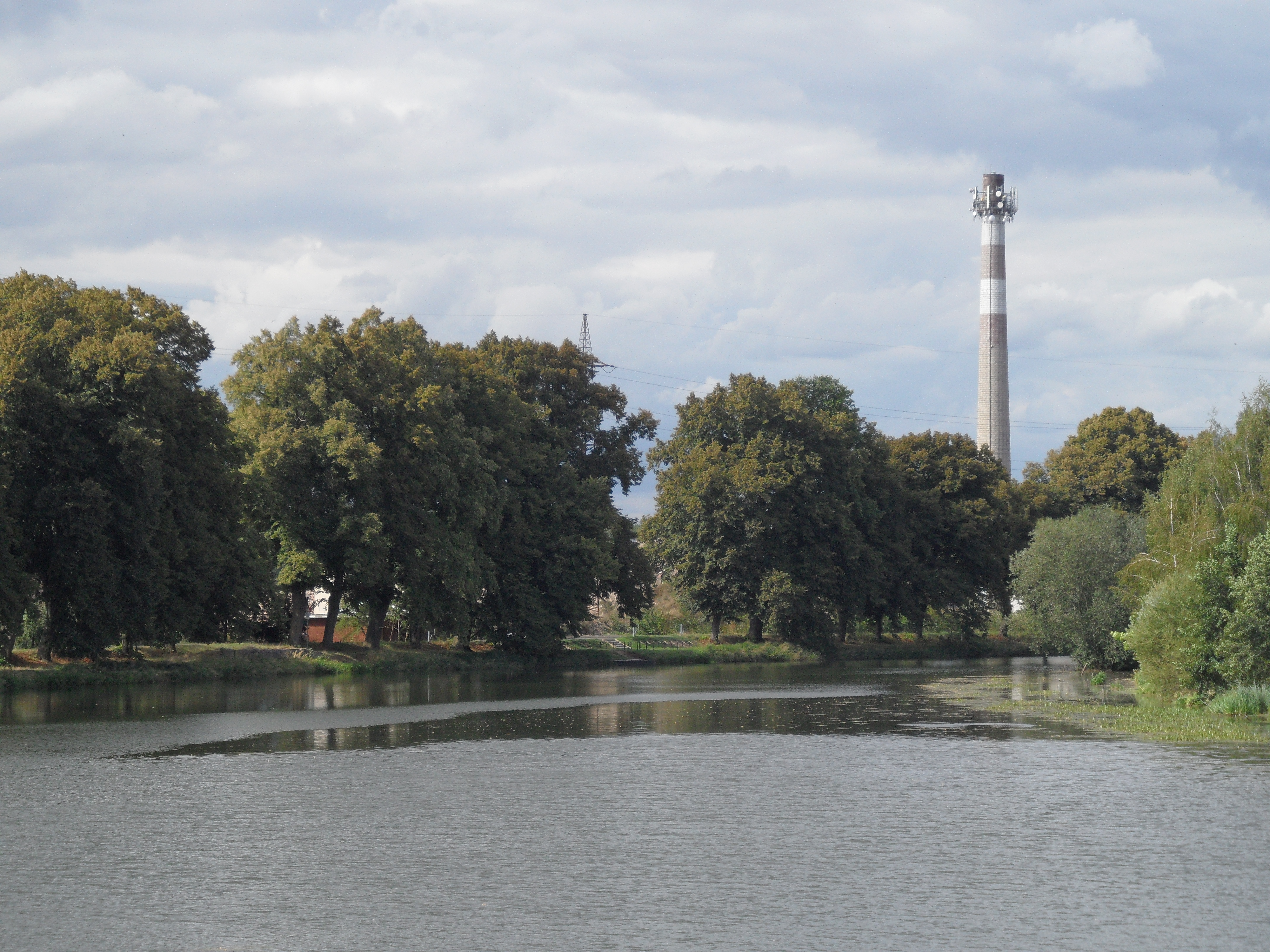
Vzduté Labe nad jezem
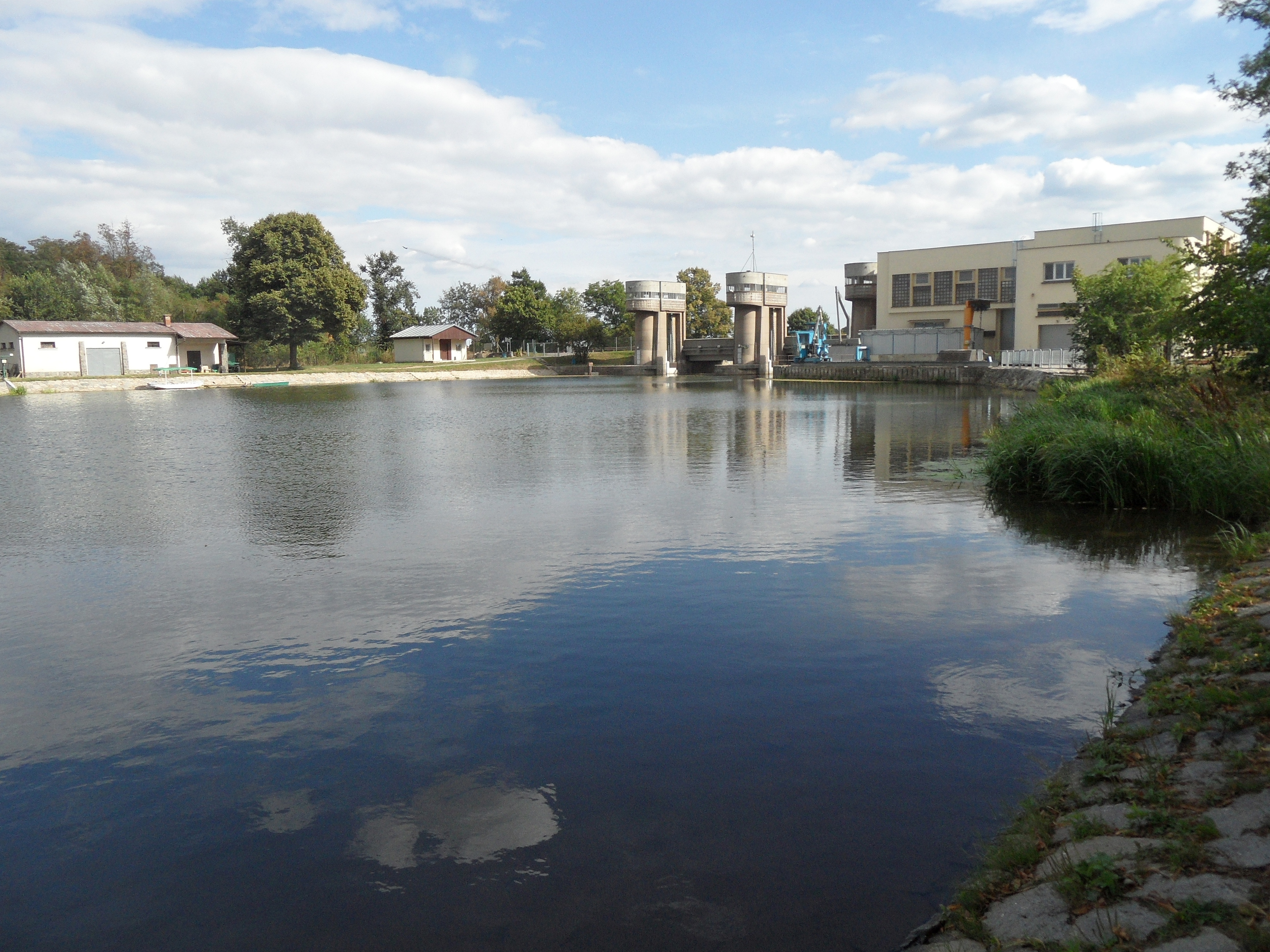
Celkový pohled na horní část jezu
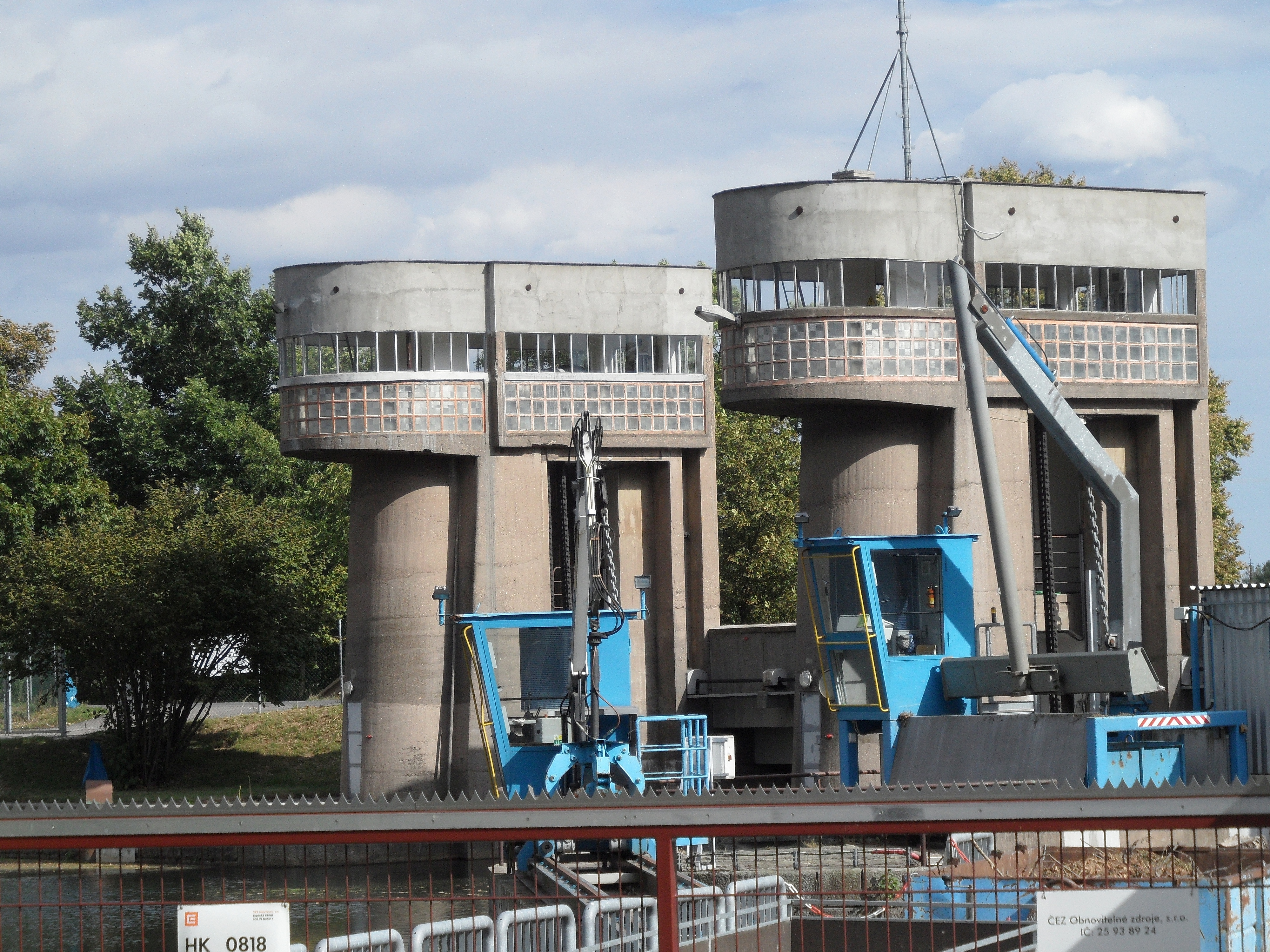
Detail horní části jezu
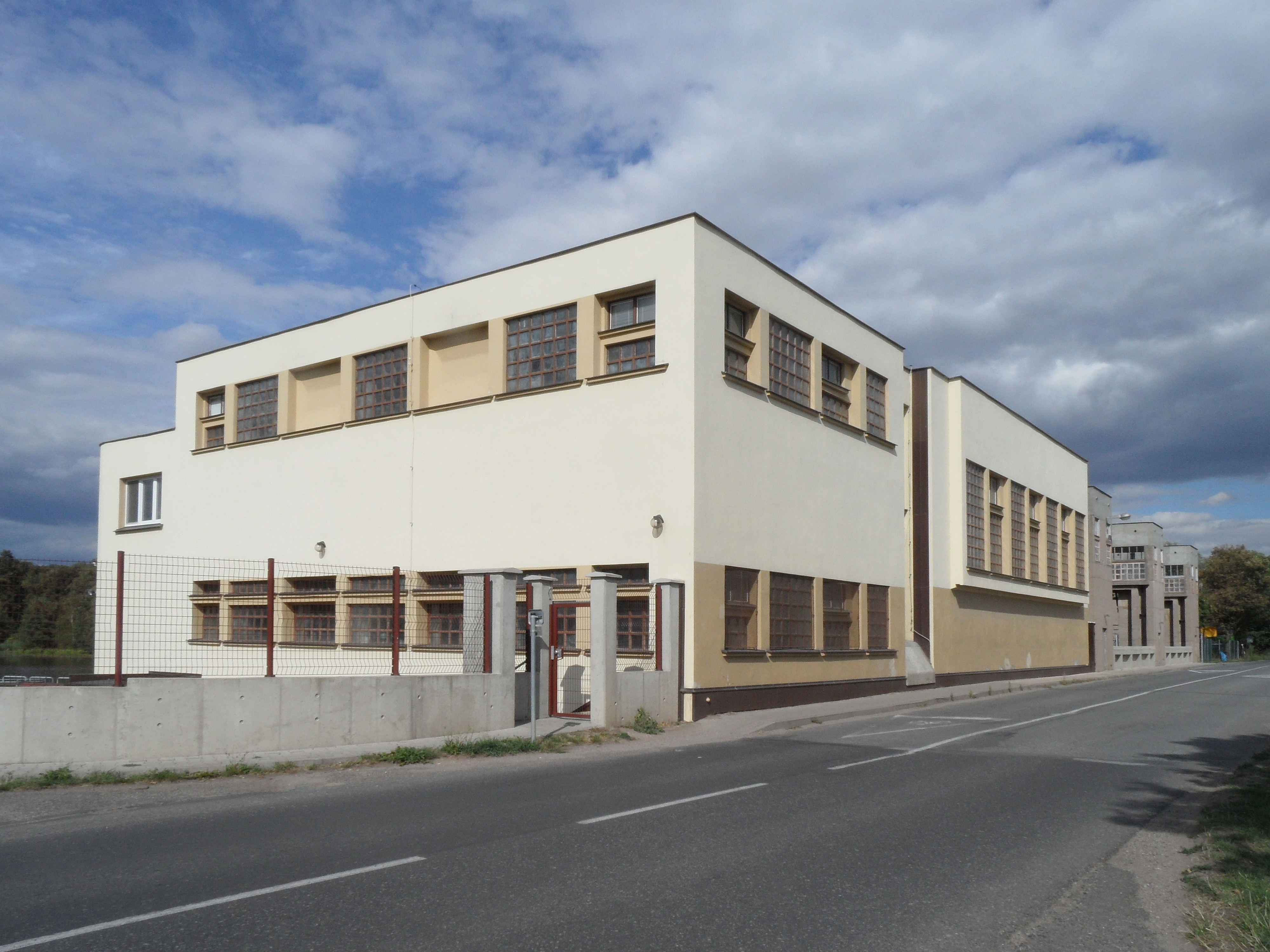
Budova a část mostu